# Henri Lavedan
Henri Léon Emile Lavedan (9 de abril de 1859 - 3 de septiembre de 1940) fue un dramaturgo y hombre de letras francés.

## Primeros años
Lavedan nació en Orléans, hijo de Hubert Léon Lavedan, un famoso periodista católico y liberal. Cursó sus estudios primarios en Orléans y en París, y se graduó en 1871. Luego ingresó en la universidad para estudiar leyes, pero luego de un año abandonó los estudios para dedicarse a la literatura. 

## Carrera
Como escritor, Lavedan contribuyó en varios periódicos parisinos con una serie de cuentos ingeniosos y diálogos sobre la vida en la ciudad, muchos de los cuales fueron luego incluidos en antologías publicadas por volúmenes. En 1891 produjo Une Famille en el Théâtre Français, a la que le siguió Le Prince d'Aurec, una sátira sobre la nobleza que más tarde fue renombrada como Les Descendants, en 1894 en el Vaudeville.
Tuvo un gran éxito con Le Duel (Comédie-Française 1905), un poderoso estudio psicológico de las relaciones de dos hermanos. En 1898, fue admitido en la Académie française.

## Obras
Otras de sus obras más famosas fueron:
- Les Deux noblesses (1897)
- Catherine (1897)
- Le nouveau jeu (1898)
- Le Vieux marcheur (1899)
- Le Marquis de Priola (1902)
- Varennes (1904), escrita en colaboración con G. Lentre
- Le bon temps (1906)
- L’assassinat du duc de Guise (1908)